# Ahornkopf
Der Ahornkopf ist ein 1421 m ü. NHN hoher Berg auf dem Gebiet der Gemeinde Wackersberg, südwestlich von Bad Tölz in Bayern.
Er kann als Bergwanderung von Arzbach über die Längenbergalm aus erreicht werden. Der Gipfel selbst ist leicht bewaldet und bietet wenig Aussicht.